# Menin (Titel)

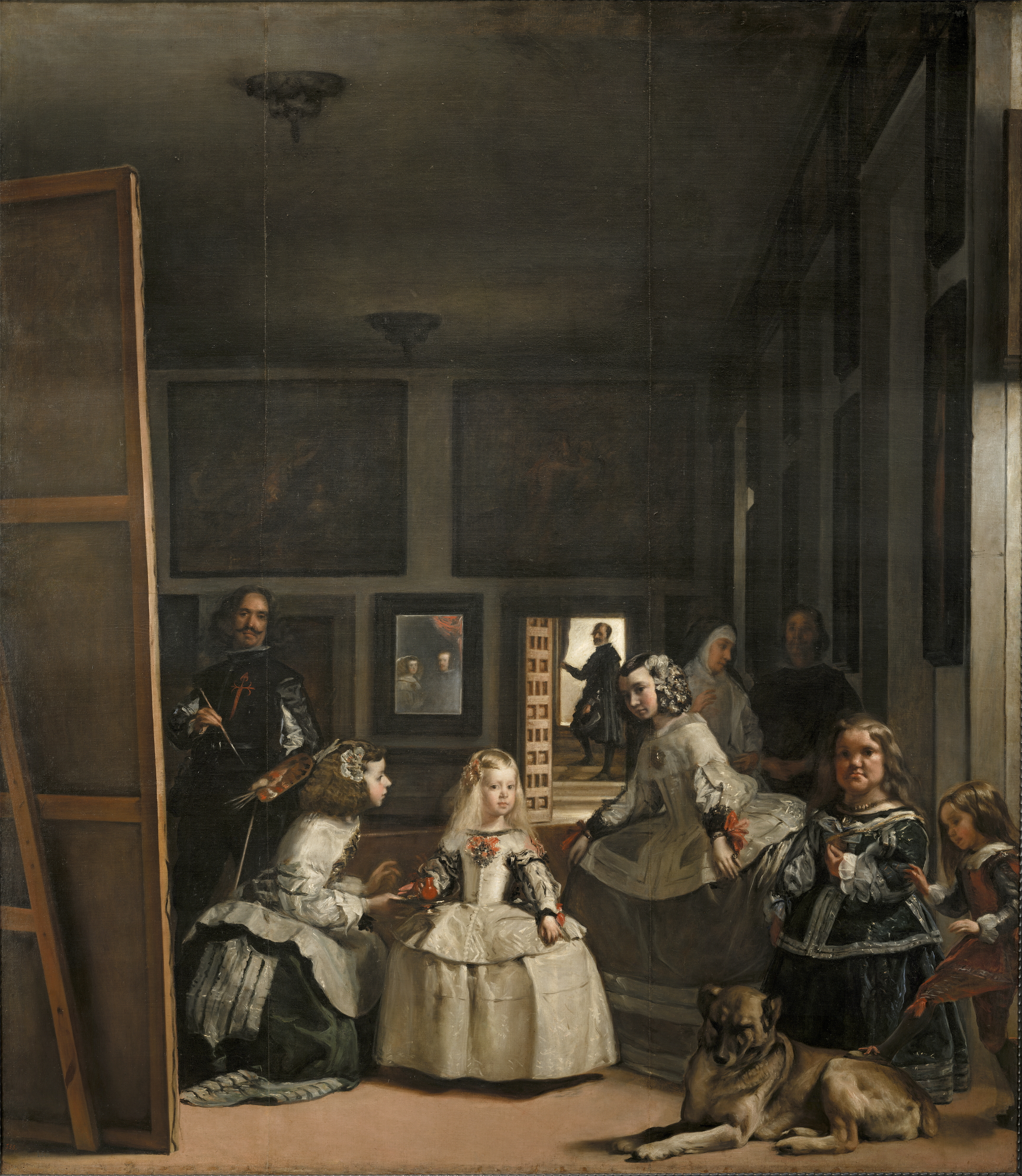
Las Meninas, Gemälde von Diego Velázquez

In Frankreich wurde der Titel Menin den sechs Gentilhommes verliehen, die besonders für die Person des Dauphins abgestellt waren. Sie wurden auch Gentilshommes de la manche genannt, da es ihnen verboten war, den Kronprinzen an der Hand zu halten. 
Das aus Spanien stammende Wort (spanisch menino, aus dem Portugiesischen importiert) bezeichnete einen jungen Adligen, der den königlichen Kindern als Gefährte gegeben wurde. In Frankreich wurde das Wort zum ersten Mal verwendet, als 1680 der Haushalt des Grand Dauphin, des ältesten Sohns von König Ludwig XIV., zusammengestellt wurde. 
Zu den Persönlichkeiten, die dieses Amt während des Ancien Régime innehatten, gehörten der Marquis de Dangeau, der Marquis de Mimeure und der Comte du Muy. 
Während der Restauration, die viele der alten Hofämter wieder in Kraft setzte, hatte auch der Herzog von Angoulême, der 1824 mit dem Amtsantritt von Karl X. zum Dauphin wurde, seine Menin, darunter der Marquis d’Osmond. 
In Spanien kann das Wort feminisiert werden, wenn es sich auf junge Mädchen bezieht, die einer königlichen Prinzessin als Gefährtinnen gegeben wurden, wie im Titel des berühmten Gemäldes von Diego Velázquez zu sehen ist: Las Meninas.